# Vlak na koncu sveta
Vlak na koncu sveta (špansko El Tren del Fin del Mundo ali Ferrocarril Austral Fueguino (FCAF)) je parna železnica širine tirov 500 mm v provinci Ognjena zemlja, Antarktika in južnoatlantski otoki. Prvotno je bila zgrajena kot tovorna proga za zapor v Ushuaii, posebej za prevoz lesa. Zdaj deluje kot tehnična dediščina do narodnega parka Tierra del Fuego in velja za najjužnejšo delujočo železnico na svetu.

## Zgodovina

### Izvor
Konec 19. stoletja se je Ushuaia na Isla Grande de Tierra del Fuego razvila kot kazenska kolonija, prvi zaporniki so prispeli leta 1884. Leta 1902 so zaporniki začeli delati na ustreznih sklopih zgradb zapora in na železniški progi na lesenih tirnicah, zgrajeni za pomoč pri prevozu materialov, predvsem lokalne kamnine, peska in lesa. Vozovi so vlekli vagone vzdolž ozkega profila manj kot 1000 mm. Leta 1909 je zaporniški guverner vlado obvestil o potrebi nadgradnje linije in Decauville tiri na 600 mm ozkem tiru  so bile postavljene v letih 1909 in 1910 za uporabo s parno lokomotivo. Zaporniško taborišče so povezali z gozdarskim taboriščem in šli ob obali pred rastočim mestecem Ushuaia. Znan je bil kot Vlak zapornikov (Tren de los Presos) in je prinašal les za ogrevanje in kuhanje ter gradnjo.
Železnica se je postopoma širila naprej v gozd na bolj oddaljena območja, kot se je les črpal. Sledila je dolini reke Pipo v višji teren. Stalna gradnja je omogočala širitev zapora in mesta, saj so zaporniki nudili številne storitve in blago.
Leta 1947 je bil zapor zaprt in nadomeščen z mornariško bazo. Dve leti kasneje, leta 1949, je potres na Ognjeni zemlji blokiral večji del proge. Vlada si je prizadevala, da je progo očistila in vlak vrnila v obratovanje, kljub odsotnosti zapornikov. Vendar služba ni bila izvedljiva in proga je bila leta 1952 zaprta.

### Preporod kot turistična železnica
Leta 1994 je bila železnica obnovljena v tirni širini 500 mm in je spet začela obratovati, čeprav je zdaj bolj luksuzna glede na svoj izvor kot zaporniški vlak, s šampanjcem in večerjo. Leta 1995 so iz Anglije pripeljali novo parno lokomotivo 2-6-2T (Camila), drugo pa so izdelali v Argentini in na progi so obratovale tudi tri dizelske lokomotive. Nabavili so tudi dva Garrata, v izboljšani Portovi različici.
Vlak vozi iz postaje Konec sveta (približno 10 km zahodno od letališča Ushuaia in takoj zahodno od golf kluba Ushuaia). Pot vodi potnike po dolini Pico v soteski Toro in do postaje Cascada de la Macarena, kjer se obiskovalci lahko seznanijo z ljudstvom Jámana in se na razgledno točko povzpnejo na 15-minutnem postanku. Nato vlak vstopi v narodni park in gozd, potuje po dolini pod gorami in doseže postajo El Parque, od koder se lahko turisti vrnejo z avtobusom ali vlakom.
V načrtu je razširitev proge na novo postajo bližje Ushuaii in povezavo postaje s tramvajem do mesta.

## V popularni kulturi
Vlak je služil kot navdih pevcu Michaleu Gravesu v pesmi Train to the End of the World v njegovem albumu Vagabond iz leta 2013.

## Galerija
- Postaja Fin del Mundo
- Vlak pozimi, 2008
- Lokomotiva, 2010
- N° 2 loKomotiva
- Vlak na postaji Cascada
- Vlak na postaji Fin del Mundo
- Prihod na postajo
- železniški tiri
- Ohranjen origimalni vlak
- inž. Livio Dante Porta v lokomotivi
- Vlak v muzeju v Ushuaii
- Stara postaja